# Střítež u Jihlavy (železniční zastávka)
Střítež u Jihlavy je železniční zastávka v obci Střítež v okrese Jihlava. Zastávka byla otevřena v roce 1871.

## Provozní informace
V zastávce není možnost zakoupení si jízdenky, trať procházející zastávkou je elektrizovaná střídavým proudem 25 kV, 50 Hz. Provozuje ji Správa železnic.

## Doprava
Zastavují zde pouze osobní vlaky, které jezdí do Jihlavy, Tábora a Havlíčkova Brodu. Dále zde projíždí rychlík na trase Praha – Jihlava.

## Tratě
Zastávkou prochází tato trať:
- Havlíčkův Brod – Jihlava – Veselí nad Lužnicí (SŽ(DC) 225)